# Битва при Альтафулье
В битве при Альтафулье (29 января 1812 года) испанская дивизия во главе с Хоакином Ибаньесом Куэвасом-и-Валонга, бароном де Эролесом, столкнулась с имперской французской дивизией под командованием Мориса Матьё. Полагая, что он имеет дело только с одним батальоном, Эролес атаковал в густом тумане и был разбит армией в 8 тыс. французских солдат. Сражение произошло во время Пиренейских войн, которые являются частью наполеоновских войн. Оно произошло под Альтафульей, в 10 км к северо-востоку от Таррагоны, Каталония, Испания.
Лишь несколькими днями ранее, 18 января 1812 года, войска Эролеса из 4250 человек уничтожили французский батальон 121-го линейного пехотного полка в 850 человек у Коль-де-Балагер, в 11 км к юго-западу от Таррагоны. Только командир французов Жак Матюрен Лафосс и 22 драгунов избежали разгрома. Воодушевлённый своей победой, Эролес решил напасть на французские войска через шесть дней в Альтафулье, и потерял от 600 до 2 тыс. человек. Несмотря на это, Эролес отбил атаку войск Жана Рамона Шарля Бурка, когда 5 марта те напали на него в Рода-де-Исабена.

## Силы сторон
Войско Матьё включало в себя три батальона 3-го лёгкого пехотного французского полка, по одному батальону из французских 18-го лёгкого, 23-го и 115-го пехотных полков, два батальона пехотного полка герцогства Нассау и две роты партизан. Барон де Эролес возглавлял 4 тыс. пехотинцев, 250 кавалеристов и два артиллерийских орудия. Однако Дигби Смит утверждал, что испанские потери составили 2 тыс. убитых и раненых, а также оба орудия. Французские потери были описаны как лёгкие. Чарльз Оман указывал, что потери испанцев составили 600 человек и два орудия.